# New Adventure Island
New Adventure Island (高橋名人の新冒険島 Takahashi Meijin no Shin Bōken Jima?, "La nueva isla de la aventura del Gran Takahashi") es un videojuego de plataformas de Hudson Soft lanzado originalmente para TurboGrafx-16 en 1992, y después reeditado para la Consola Virtual de Wii en 2007 y PlayStation Network en 2011. Es el cuarto juego de la saga Adventure Island, lanzado poco después de Super Adventure Island para SNES, pero antes de Adventure Island 3 para NES.
- Datos: Q720701